# Río Ibicuy
El río Ibicuy (en portugués, rio Ibicuí) es un río brasileño en el estado de Río Grande del Sur, con una longitud de 290 km, o de 673 km sumándole la extensión del río Santa María. Es un afluente del río Uruguay, que a su vez desemboca en el Río de la Plata y, de ahí, al océano Atlántico.
Ibicuy significaría "agua de la tierra de arena" en guaraní. La desembocadura de este río se ubica aproximadamente a medio camino entre las ciudades de Uruguayana e Itaquí. El curso y la longitud de este río (que es el segundo mayor afluente del Uruguay) ha sido considerado de dos modos diversos: según la longitud y caudal o según el valle-falla principal que recorre; en el primero de los casos el "brazo Sur" del Ibicuy nace en el nudo orográfico de Santa Tecla recibiendo primero el nombre de Santa María, luego de Cacequí, mientras que el brazo norte discurre longitudinalmente de este a oeste por un valle desde la cumbrera que fue llamada Montegrande  o Cuchilla de Santa Ana y Sierra de los Tapes  (sus nacientes se ubican en tal caso a poca distancia al sureste de la Guardia de San Martín) con el nombre de río Ibicuí-Mirim (Ibicuy Menor) cuya desembocadura se ubica en Cacequí; si se considera solo el tramo en donde confluyen el Ibicuí-Mirim y el río Santa María la longitud del Ibicuy es de 290 km; tras el Río Negro este es el mayor afluente del río Uruguay.
El río Ibicuy posee un caudal anual medio que varía de los 900 a 1000 m³/s (metros cúbicos por segundo).
Fue límite entre Brasil y Uruguay hasta 1851, cuando el llamado Gobierno de la Defensa de Montevideo (colorado)  contrajo compromisos con Brasil que forzaron la entrega de los territorios ubicados desde el Ibicuy hasta el Cuareim, esto como parte de los tratados de Tratado de Río de Janeiro 1851, firmados entre el Imperio de Brasil y el gobierno colorado del Estado Oriental del Uruguay (representado por Andrés Lamas). El Partido Nacional  rechazó tal cesión al menos hasta tiempos del presidente  Bernardo Prudencio Berro pero depuestos  los nacionales orientales, por el general colorado Venancio Flores con ayuda brasileña, en 1865  se ratífico la entrega del territorio entre el Cuareim y el Ibicuy al Brasil.

## Véase también

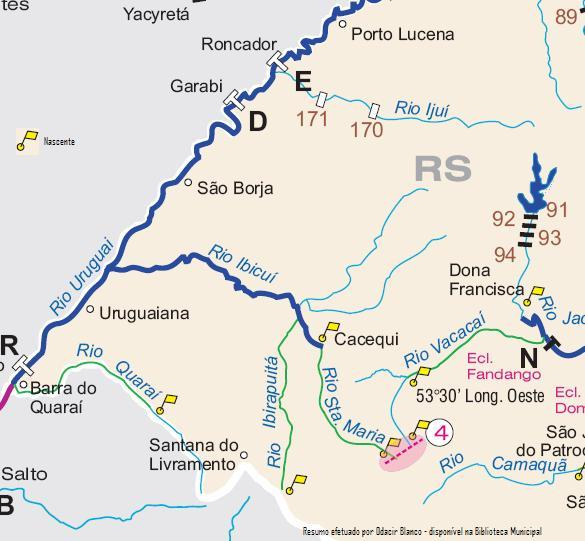
Mapa del río Ibicuy, con toponimia en portugués.